# 王宗紀
王宗纪（？—926年5月2日），中國五代十国時代人物，前蜀高祖王建的第四子（一说第三子）。
武成三年（910年），王宗纪被父亲封为褒王。前蜀后主乾德六年（924年），王宗纪改封为赵王。罢军使。次年，后唐庄宗李存勖派李继岌、郭崇韬率军灭前蜀。伶人景进向庄宗进言应翦除王衍，庄宗便杀害了王衍及其亲族，三月十八甲戌（926年5月2日），王宗紀、王宗輅、王宗智、王宗澤、王宗鼎、王宗平、王宗特、王衍兄弟八人一起死在秦川驿，葬于长安县三赵村。